# Superkupa Shqiptar 2001
La Superkupa Shqiptar 2001 è stata l'ottava edizione della supercoppa albanese.
La partita fu disputata dal Vllaznia, vincitore del campionato, e dal Tirana, vincitore della coppa.
Questa edizione si giocò allo Selman Stërmasi Stadium di Tirana e vinse il Vllaznia 2-1 grazie ad un goal nei minuti finali.
Per la squadra di Scutari è il secondo titolo dopo quello conquistato nel 1998.

## Tabellino
| Arbitro: | Myrteza Allkja |

|                        |           |          |
| Patushi 13’ Sinani 88’ | Marcatori | 59’ Sina |